# Jorge Eduardo Romero
Jorge Eduardo Romero est un ancien arbitre argentin de football des années 1970 et 1980. 

## Carrière
Il a officié dans des compétitions majeures : 
- Copa Libertadores 1980 (finale aller)
- Coupe du monde de football des moins de 20 ans 1981 (2 matchs)
- Copa Libertadores 1982 (finale retour)
- Copa América 1983 (1 match)
- JO 1984 (2 matchs)